# .38 Special
.38 Smith & Wesson Special (інші назви .38 Special, .38 Spl або .38 Spc, вимовляється «thirty-eight special» (англ. тридцять вісім спешиал)) — фланцевий набій центрального запалення, розроблений компанією Smith & Wesson. Він зазвичай використовується у револьверах, а також у деяких самозарядних пістолетах та карабінах. Набій .38 Special був службовим набоєм для поліцейської зброї у багатьох департаментах поліції в США з 1920-х до початку 1990-х, а також був стандартним набоєм для військових під час Першої світової війни. В інших країнах він відомий у метричному позначенні 9×29.5mmR або 9.1×29mmR.
Через свою точність і керовану віддачу набій .38 Special залишається особливо популярним револьверним набоєм у світі протягом ста років. Його використовують для цільової стрільби, персонального захисту і полювання на малу дичину.

## Характеристики
Не дивлячись на свою назву, калібр набою .38 Special дорівнює .357–.358 дюймів (9,0678 мм), у той час як .38 вказує приблизний діаметр латунної гільзи. Це відбувається через те, що оригінальний набій .38-го калібру, .38 Short Colt, було розроблено для використання у переробленому револьвері Navy під шарову кулю та капсуль .36-го калібру, який мав циліндричні камори барабану діаметром приблизно 0.374-inch (9.5 мм).
Від набоїв .38 Short Colt, .38 Long Colt та .357 Magnum набій .38 Special відрізняється лише довжиною гільзи. Тому набій .38 Special можна безпечно використовувати у револьверах під набій .357 Magnum, а набій .38 Long Colt у револьверах під набій .38 Special, збільшуючи універсальність цього набою. Як правило, довший та більш потужний набій .357 Magnum не пристосований для використання у зброї під калібр .38 Special (наприклад, всі версії Smith & Wesson Model 10), яка не може витримати велику потужність набоїв магнум. Обидва набої, .38 Special та .357 Magnum, можна використовувати у револьверах Colt New Army під набій калібру .38 Long Colt, які мають прямі стінки камор барабану, але цього не можна робити через те, що набої мають великий тиск, який утричі перевищує тиск на який розраховані револьвери New Army.

## Історія
Набій .38 Special було представлено у 1898 як покращення набою .38 Long Colt у якого виявилася мала убивча дія, що проявилося під час філіппінсько-американської війни у боях проти воїнів Моро.
Спочатку набій .38 Special споряджався чорним порохом, але популярність набою змусила виробників перейти на бездимний порох.
Наприкінці 1920-х років Western Cartridge Company, на вимогу правоохоронних органів і для підвищення ефективної убивчої сили, випустили новий набій .38 Special. Цей варіант набою .38 Special мав тупоносу кулю вагою 200 гранів (13 гр) під назвою 'Lubaloy', він отримав назву .38 Super Police. Remington-Peters також випустив схожий набій. Тестування показали, що довга, важча куля калібру.38 при низькій швидкості польоту мала кращу убивчу силу, що викликало більший шок у незахищеного противника. В той самий час, у Великій Британії, яка бажала адаптувати набій калібру .38 замість службового набою .455, було також протестовано кулю вагою 200 гранів (13.0 гр) у меншому набої .38 S&W. Цей набій отримав назву .38 S&W Super Police або .38/200. Пізніше у Британії було прийнято набій .38/200 як стандартний військовий набій для ручної зброї.

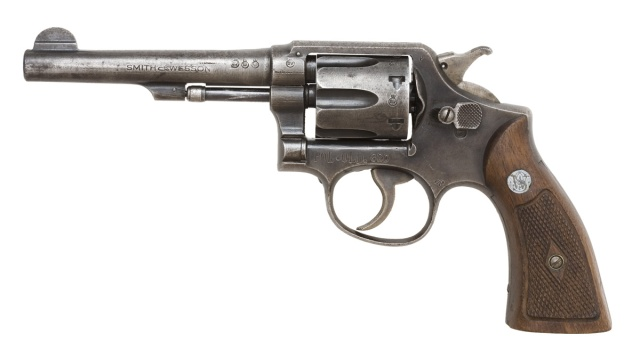
Smith & Wesson Model 10 під калібр .38 Special представлена у 1899.

У 1930 Smith & Wesson представили револьвер зі збільшеною рамкою .38 Special зі стволом завдовжки 5-дюймів і фіксованими прицілами призначений для поліції, Smith & Wesson .38/44 Heavy Duty. У наступному році для цього револьвера було розроблено новий потужний набій .38 Special Hi-Speed з кулею у металевій оболонці з вагою 158 гранів (10.2 гр) на запит правоохоронних агенцій для ураження автомобілів та бронежилетів. У тому ж році Colt Firearms анонсувало, що їхній Colt Official Police буде також мати 'високошвидкісні' зарядки у набої .38 Special. Високошвидкісний набій .38/44 мав три кулі різної ваги: 158 гранів (10.2 гр), 150 та 110 гранів (9.7 та 7.1 гр), свинцеві або з металевою оболонкою, бронебійні. Через широке поширення набою .38/44 призвело до того, що Smith & Wesson випустив новий набій у довшій гільзі у 1934 — цей набій отримав назву .357 Magnum.
Під час Другої світової війни деякі екіпажі літаків (насамперед на флоті і морській піхоті) використовували револьвери .38 Special S&W Victory як табельну зброю у разі аварійних посадок. У травні 1943 у Спрингфілдському арсеналі було розроблено новий набій .38 Special з оболонковою кулею з мідним покриттям вагою 158 гранів (10.2 гр), яка б задовольняла вимогам Гаазької конвенції, його було адаптовано до револьверів Smith & Wesson. Новий військовий набій .38 Special з кулею вагою 158 гранів (10.2 гр) мав швидкість 260 м/с при стрільбі зі ствола довжиною 100 мм. Під час війни, багато екіпажів літаків на флоті і у морській піхоті використовували трасуючі набої з червоними наконечниками .38 Special з кулями вагою 120 або 158 гранів (7.8 або 10.2 гр) для подання сигналів.
У 1956 ВПС США прийняли на озброєння Набій, Калібру .38, Ball M41, військовий варіант набою .38 Special. Оригінальний набій .38 M41 мав оболонкову кулю вагою 130 гранів і мав тиск лише 90 MPa, що давало дулову швидкість 221 м/с при стрільбі зі ствола довжиною 100 мм. Цей боєприпас було створено щоб подовжити життя револьверам S&W M12 та Colt Aircrewman які мали алюмінієві барабани та рамки. У 1961 злегка змінена специфікація набою M41 .38 відома як Набій, Калібру .38 Ball, Special, M41 була прийнята збройними силами США для використання набою .38 Special у ручній зброї. Новий набій M41 Special мав оболонкову кулю вагою 130 гранів з зарядом пороху з максимальним тиском 110 MPa, що давало дулову швидкість кулі 290 м/с при тестових стрільбах зі зброї з довжиною ствола 150 мм та приблизно 230 м/с при стрільбі з револьвера з довжиною ствола 100 мм. Набій M41 почали використовувати у револьверах .38 калібру для пілотів ВПС США та у військовій поліції Стратегічного авіакомандування і з 1961 набій використовували у військовій поліції США, кінологи ті інший персонал який мав револьвери калібру .38 Special. Варіант стандартного набою M41 з напів-загостреною, безоболонковою свинцевою кулею був прийнятий у США поліцією і охоронними структурами.
Водночас трасуючі набої калібру .38 були представлені флоту, авіації та морській піхоті США для використання в ролі сигнальних при аваріях. У набої калібру .38 Special використовували різні кольори.

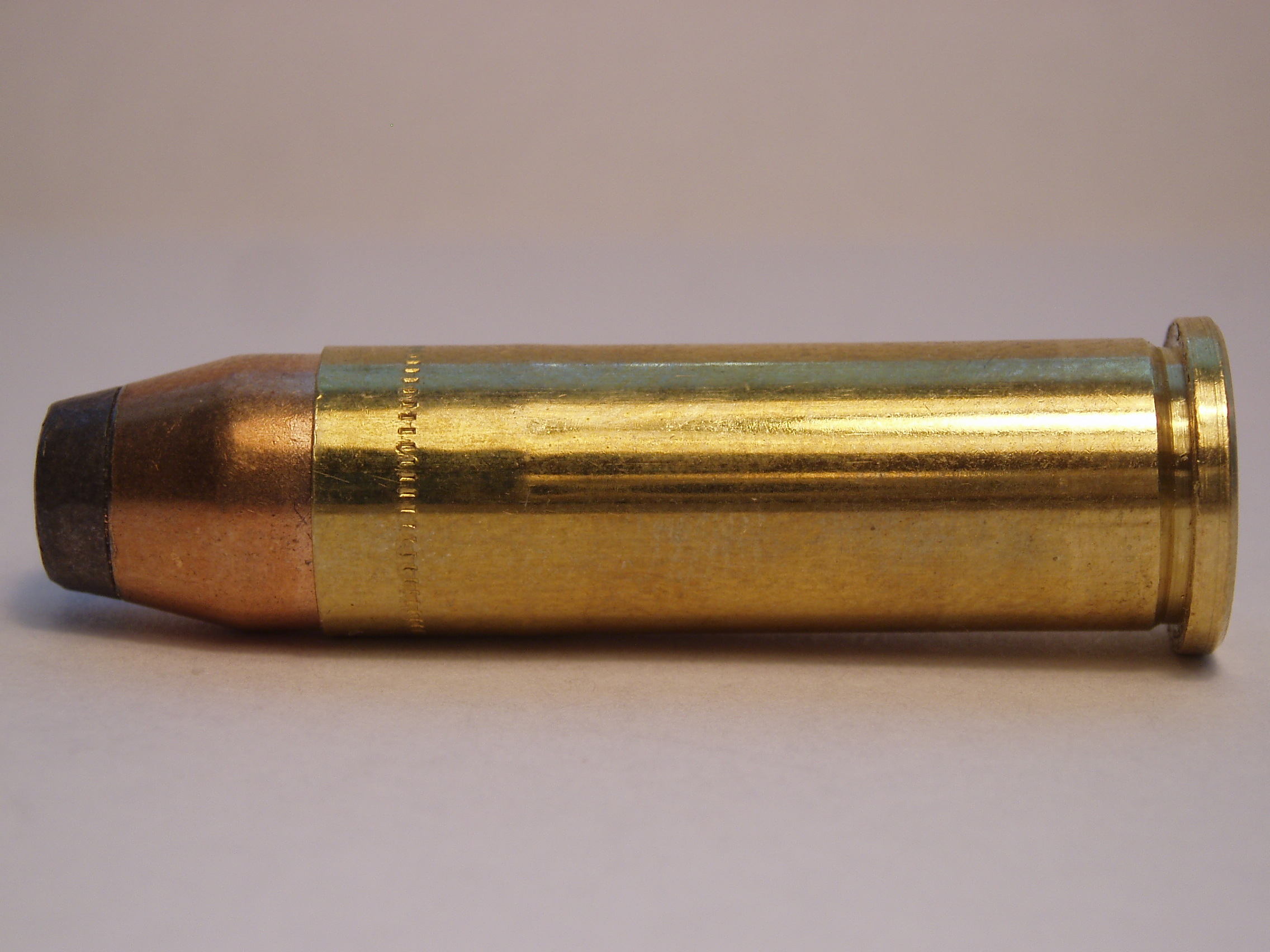
Напів-оболонковий набій.38.

Вимога більш потужного набою .38 Special для повітряної поліції та охоронного персоналу призвела до появи набою  Caliber .38 Special, Ball, PGU-12/B High Velocity. Набій використовували лише ВПС США, набій PGU-12/B мав максимальний тиск 20,000 psi, якого вистачало для викиду оболонкової кулі вагою 130 гранів з дуловою швидкістю 1 125 фут/с (343 м/с) зі ствола довжиною 6-дюймів (150 мм) і приблизно — 950—980 фут/с (290—300 м/с) зі ствола довжиною 4-дюйми (100 мм). Набій PGU-12/B High Velocity відрізняється від набою M41 Special у двох аспектах — PGU-12/B має більший тиск, а куля глибоко посаджена і обжата у гільзі.
Через постійні скарги на недостатню ефективність набою .38 Special з кулею вагою 158 гранів при використанні у різних збройних конфліктах 1950-х та 1960-х років, виробники боєприпасів почали експериментувати з зарядами з великим тиском (18,500 CUP) для набою .38 Special, який став знаний як .38 Special +P. У 1972 ФБР представила новий набій .38 +P з зарядкою яка стала знана як «FBI Load». FBI Load поєднувала більш потужний заряд з безоболонковою м'якою свинцевою експансивною кулею вагою 158 гранів  яка була створена для набою .38 Special для збільшення убивчої сили у зброї для правоохоронців. FBI Load довела свою ефективність при тестових стрільбах з револьверів зі стволами завдовжки від 2- до 4-дюймів. FBI Load пізніше було прийнято Чиказьким департаментом поліції та великою кількістю правоохоронних агенцій.
Вимога більш потужного набою калібру .38  для правоохоронних органів призвела до появи набою +P+ .38 Special, який було вперше представлено компаніями Federal та Winchester. Набій мав примітку «For Law Enforcement Only» (англ. Тільки для правоохоронних органів), +P+ використовували у службових револьверах .38 Special та .357 Magnum, тому що підвищення рівня тиску може привести до швидкого зносу і значного ушкодження вогнепальної зброї, яка розрахована на нижчий тиск зарядів набою .38 Special (так, як і з іншими зарядами набоїв .38 Special, набій .38 Special +P+ можна безпечно використовувати у револьверах .357).

## Продуктивність

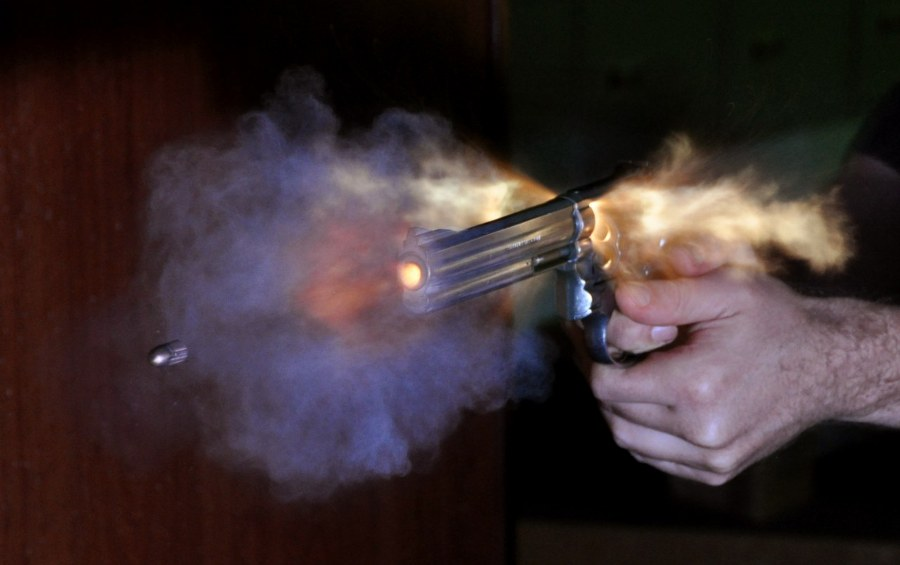
Постріл набоєм .38 Special з пістолету Smith & Wesson 686.

Через те, що спочатку у набої використовували чорний порох, набій .38 Special є набоєм з самим малим тиском, одним з найменших на сьогодні — 17,000 PSI. За сучасними стандартами, набій .38 Special стріляє кулями середнього розміру з досить низькою швидкістю. Найближчим порівнянням є набій .380 ACP, який стріляє більш легкими кулями з трохи більшою швидкістю ніж набій .38 Special; 9×19 мм Парабелум, який стріляє легшими кулями з більшою швидкістю та .38 Colt Super, який стріляє такою ж кулею з більшою швидкістю. Зазвичай ці набої використовують у самозарядних пістолетах.
Заряди високого тиску .38 +P 20,000 PSI дають на 20 % більшу дулову енергію ніж стандартні заряди і розташовуються між набоями .380 ACP та 9 мм Parabellum; на рівні набою 9×18 мм ПМ. Заряди набою +P від деяких виробників мають навіть більшу енергію, особливо при стрільбі з довгих стволів, на рівні набою 9 мм Parabellum. Але треба пам'ятати, що такі заряди не можна використовувати у старих револьверах або у тих які не пристосовані під набої «+P».
| Набій                    | Вага кулі           | Дулова швидкість      | Дулова енергія     | Максимальний тиск |
| ------------------------ | ------------------- | --------------------- | ------------------ | ----------------- |
| .38 Short Colt           | 135 гр (8,7 г)      | 777 фут/с (237 м/с)   | 181 ft•lbf (245 J) | 7,500 CUP         |
| .38 Long Colt            | 150 гр (9,7 г)      | 777 фут/с (237 м/с)   | 201 ft•lbf (273 J) | 12,000 CUP        |
| .38 S&W                  | 158 гр (10,2 г)     | 767 фут/с (234 м/с)   | 206 ft•lbf (279 J) | 14,500 PSI        |
| .38 S&W Special          | 158 гр (10,2 г)     | 940 фут/с (290 м/с)   | 210 ft•lbf (285 J) | 17,000 PSI        |
| .38 Special Super Police | 200 гр (13 г)       | 671 фут/с (205 м/с)   | 200 ft•lbf (271 J) | ? PSI             |
| .38 Special +P           | 158 гр (10,2 г)     | 1 000 фут/с (300 м/с) | 251 ft•lbf (476 J) | 20,000 PSI        |
| .38 Special +P+          | 110 гр (7,1 г)      | 1 100 фут/с (340 м/с) | 295 ft•lbf (400 J) | 22,000 PSI        |
| .380 ACP                 | 100 гр (6,5 г)      | 895 фут/с (273 м/с)   | 178 ft•lbf (241 J) | 21,500 PSI        |
| 9×19 мм Парабелум        | 115 гр (7,5 г)      | 1 300 фут/с (400 м/с) | 420 ft•lbf (570 J) | 39,200 PSI        |
| 9×19 мм Парабелум        | 124 гр (8,0 г)      | 1 180 фут/с (360 м/с) | 383 ft•lbf (520 J) | 39,200 PSI        |
| 9×18 мм ПМ               | 95 гр (6,2 г)       | 1 050 фут/с (320 м/с) | 231 ft•lbf (313 J) | 23,206 PSI        |
| .38 Super                | 130 гранів (8,4 г)  | 1 275 фут/с (389 м/с) | 468 ft•lbf (634 J) | 36,500 PSI        |
| .357 Magnum              | 158 гранів (10,2 г) | 1 349 фут/с (411 м/с) | 639 ft•lbf (866 J) | 35,000 PSI        |
| .357 SIG                 | 125 гранів (8,1 г)  | 1 450 фут/с (440 м/с) | 584 ft•lbf (792 J) | 40,000 PSI        |

Усі специфікації для зарядів .38 та the .357 Magnum виведені при стрільбі зі стволів довжиною 6-дюймів (150 мм). Швидкість зменшується при стрільбі з револьверів з довжиною ствола 4-дюйми (100 мм). Дулова енергія також зменшується.
Зараз лише декілька департаментів поліції у США використовують револьвери з набоями .38 Special як табельну зброю, револьвери з короткими стволами популярні серед поліцейських офіцерів коли вони не на чергуванні або в операціях під прикриттям. Також ці револьвери використовують цивільні для самозахисту.

## Кінцева продуктивність та розширення

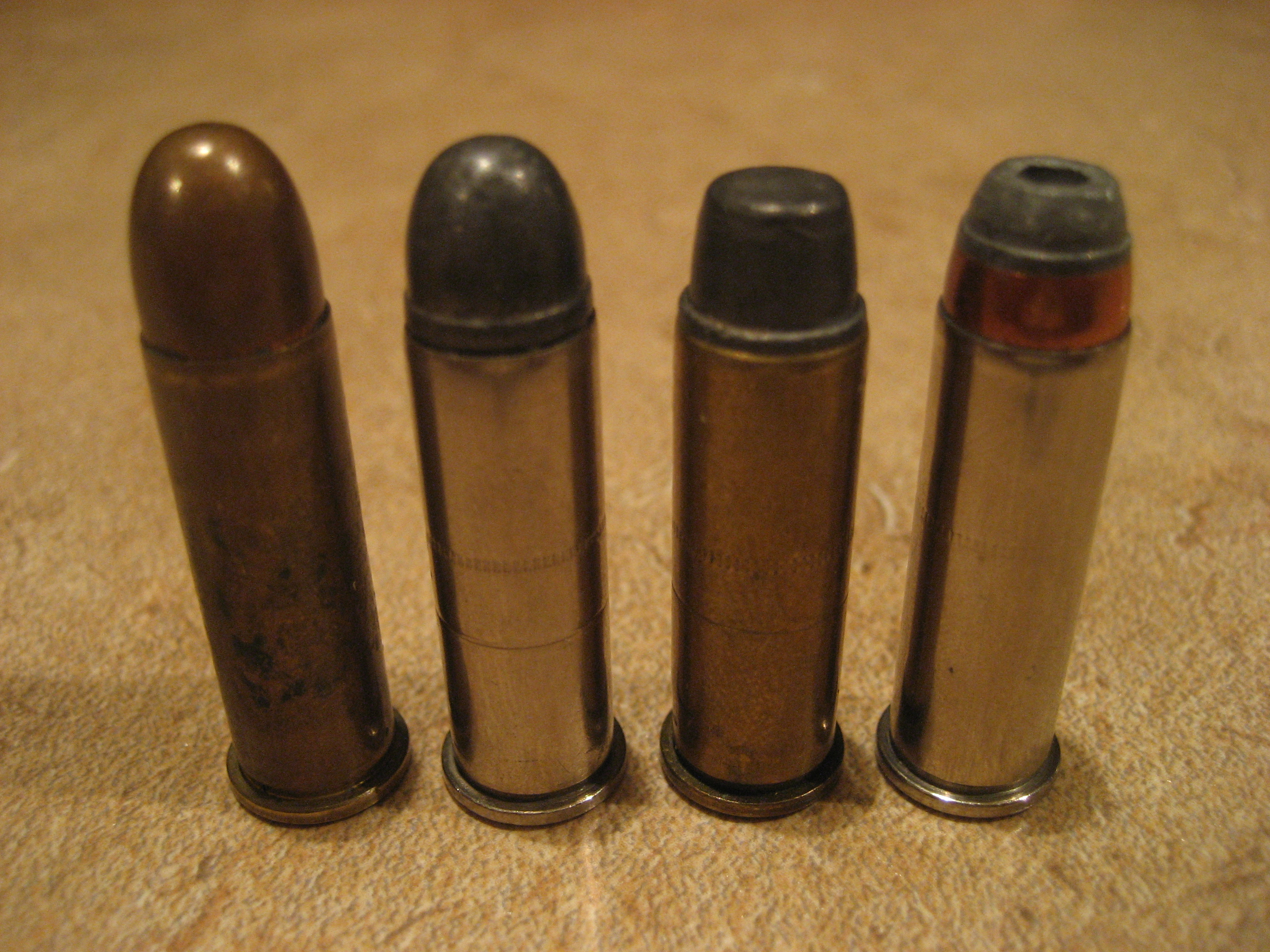
Набій .38 Specials з кулями різних типів.

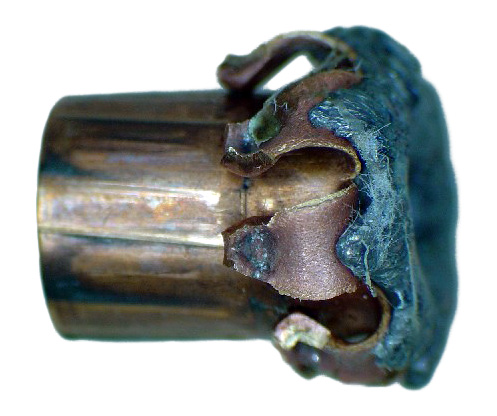
Експансивна куля калібру .38 Special після пострілу показує кінцеву балістику яку інколи називають «mushrooming».

Зараз багато виробників випускають набої .38 Special. Заряди варіюються від легких цільових до потужних захисних. Через не високий тиск набою .38 Special та навіть більш потужного набою +P, більшість куль 38 Special слабо розширюються, навіть при використанні порожнистих куль, особливо при стрільбі з короткоствольних револьверів. У 2004 Speer Bullets представили оболонкову порожнисту кулю Gold Dot для набою .38 Special у спробі розв'язати цю проблему. Іншими рішенням було використання безоболонкових м'яких свинцевих куль з порожниною під заряд FBI Load. Пізніша м'яка порожниста куля вагою 158-grain використовується для набою +P, що забезпечує краще розширення при влучанні у не захищену ціль, навіть при стрільбі з револьверів з довжиною ствола 2-дюйми.

## Ручне спорядження набоїв
Набій .38 Special популярний серед осіб які вручну споряджають набої. Прямі стінки, дзеркальний зазор по фланцю, можливість використання стріляних гільз і можливість використання у зброї під калібр .357 Magnum лише збільшують цю популярність. Крім того, через використання чорного пороху у перших набоях .38 Special, дають можливість використовувати у гільзі заряди з різними типами порохів, від повільного горіння (наприклад Hodgdon H-110 або Hercules 2400), до швидкого горіння (наприклад Alliant Bullseye, традиційний бездимний порох для цих набоїв). Такий діапазон порохів впливає на дулову енергію, яку можна отримати при ручному спорядженні набою. Тому при належному догляді, потужному револьвері та точному відмірянні заряду, набій .38 Special може використовуватися як легкий цільовий або потужний +P+ набій для самооборони.